# Hans Mehlhorn
Johannes Richard „Hans“ Mehlhorn (* 16. Januar 1900 in Aue; † 2. Juli 1983 in Köln) war ein deutscher Bobfahrer.
1928 gewann der zu diesem Zeitpunkt bereits promovierte Jurist Hans Mehlhorn vom BC Oberhof im von Otto Griebel gesteuerten Fünferbob den deutschen Meistertitel. Vier Jahre später bei den Olympischen Spielen 1932 in Lake Placid gehörte Mehlhorn als Anschieber zum Viererbob von Hanns Kilian. In der Besetzung Hanns Kilian, Max Ludwig, Hans Mehlhorn und Sebastian Huber belegte der deutsche Bob den dritten Rang hinter zwei US-amerikanischen Bobs, wobei der Abstand auf Silber über vier Sekunden betrug. Die viertplatzierten Schweizer lagen mehr als zwölf Sekunden hinter dem deutschen Bob zurück.
Zum 1. Mai 1933 trat Mehlhorn der NSDAP bei (Mitgliedsnummer 2.442.883) und schloss sich auch dem NSKK an.